# Frederick Windsor
Lord Frederick Windsor (Londres; 6 de abril de 1979) es un analista financiero británico, y el único hijo del príncipe y la princesa Miguel de Kent. Ocupa un puesto en la línea de sucesión al trono británico. Es presidente de Soldier On!, una obra de caridad benéfica que invita socialmente a las personas aisladas a participar en la arqueología y en proyectos de patrimonio, así como en talleres de desarrollo de la carrera.

## Educación y primeros años
Freddy Windsor nació el 6 de abril de 1979 en el Hospital de St. Mary's en Londres. Su padre es primo en primer grado de la reina Isabel II y sobrino en segundo grado del príncipe Felipe de Edimburgo; así como del rey Constantino II de Grecia, la reina Sofía de España , o el rey Miguel I de Rumania. Es el 49.º en la línea de sucesión al trono británico. Lord Frederick y su hermana, Lady Gabriella, fueron bautizados en la Iglesia de Inglaterra.
Fue educado en la Escuela Wetherby, Sunningdale School, en el Eton College, y en la Magdalen College, donde obtuvo un 2:1 en Classics. También ha sido entrenado en el trabajo bancario y trabajó como modelo de moda en una campaña de Burberry y para el diseñador Tomasz Starzewski. Actualmente se desarrolla como banquero y es vicepresidente en el JP Morgan Bank.

## Vida personal
En algún momento planeo convertirse en abogado que trabaja en leyes por diversión. En septiembre de 2006, Frederick trabajó, según The Times, como Analista Financiero en el banco de inversión JPMorgan en Londres.
En el día de San Valentín de 2009, Lord Frederick se comprometió con la actriz Sophie Winkleman. La Reina consintió el matrimonio, cuando éste fue requerido según el Acta de Matrimonios Reales de 1772, y se casaron en el Tribunal de Hampton el 12 de septiembre del 2009.
La primera hija de la pareja, Maud Elizabeth Daphne Marina, nació en el Centro Médico Ronald Reagan UCLA el 15 de agosto de 2013 en Los Ángeles. Fue bautizada en el Palacio de St James en diciembre del 2013 y una de sus madrinas fue su sobrina tercera  la princesa Eugenia. Maud sirvió como dama de honor en la boda real de la princesa Eugenia y Jack Brooksbank en 2018. Maud asiste a la escuela Preparatoria Thomas, en Battersea.
El 20 de enero de 2016, se anunció que Lord y Lady Frederick Windsor habían sido padres de otra niña, Isabella Alexandra May, que nació el 16 de enero del 2016 en el Chelsea and Westminster Hospital en Londres. Fue bautizada en el Palacio de Kensington en junio del 2016 y Jamie Oliver, un amigo cercano de su madre, fue uno de sus padrinos.
En septiembre de 2016, se anunció que Lord Frederick fue elegido presidente de Soldado On!, una organización de caridad.
El 21 de febrero de 2017, Lord Frederick fue aceptado como miembro de la Gran Orden de las Ratas del Agua, una fraternidad benéfica.

## Distinciones honoríficas
Nacionales
- Medalla conmemorativa del Jubileo de Oro de Isabel II (06/02/2002).
- Medalla conmemorativa del Jubileo de Diamante de Isabel II (06/02/2012).
- Medalla conmemorativa del Jubileo de Platino de Isabel II (06/02/2022).
- Medalla conmemorativa de la Coronación de Carlos III (06/05/2023).

## Sucesión
| Precedido por: Príncipe Miguel de Kent          | Línea de sucesión al trono Británico 50º. | Sucesor: Maud Windsor |
| Precedido por: S.A.R el príncipe Miguel de Kent | Sucesión al Ducado de Kent 8              | Sucesor: -            |